# Vzdělávací a podpůrný spolek Neruda v Hradci Králové
Vzdělávací a podpůrný spolek Neruda v Hradci Králové byl vzdělávací a podpůrný spolek, který vyvíjel činnost v Hradci Králové v letech 1896-1904.

## Historie
Spolek byl založen v roce 1896 jako Vzdělávací a podpůrný spolek Neruda a hned od počátku se zaměřoval zejm. na literaturu. Ustavující valná hromada se sešla 12. července 1896. Prvním předsedou byl zvolen JUDr. Josef Baše, advokát v Hradci Králové, místopředsedou Václav Beneš a pokladníkem B. Procházka.
Prvním a zásadním cílem bylo zřízení veřejné čítárny, která byla od 15. října téhož roku přístupná každodenně a bezplatně členům i nečlenům spolku, a to od 10.00 do 22.00 hod. Čítárna byla umístěna ve spolkové místnosti hostince U Beků (restaurace Hugo Batista v Tomkově ulici).
Další činnost byla věnována vzdělávání širokého okruhu obyvatelstva. Od 25. července 1896 do 14. února 1897 uspořádal 37 přednášek (7. února 1897 „O mravnosti středověké se vztahem na nynější dobu“ od R. J. Svěceného), z nich 9 v Hradci Králové a 28 v okolních obcích. Dále uspořádal 8 zábavních večerů, 6 v Hradci Králové, 1 v Černilově a 1 v Třebechovicích pod Orebem. Knihovna čítala 235 knih ve 250 svazcích. Za uplynulé období bylo 473 osobám vypůjčeno 978 knih ve 1021 svazcích. Spolek čítal 352 členů, z těch 1 zakládajícího, 6 přispívajících a 345 činných, z nich 218 v Hradci Králové a 127 mimo něj. Mezi činnými členy bylo i 25 žen. K 1. únoru 1897 změnil také spolkové místnosti, protože se nastěhoval do hotelu Merkur.
28. února 1897 se stal starostou Vítězslav Halounek, místostarostou V. Beneš, pokladníkem Jindřich Malina. Při ustavující výborové schůzi 2. března téhož roku získal funkci jednatele Ant. Lochman. 11. září 1898 byl zvolen předsedou Alois Hajn, místopředsedou Č. Herynk, pokladníky Josef Šaršon a Antonín Lochmann, jednatelem Bedřich Malina a knihovníky Čeněk Halla a Václav Píša. Spolek již čítal 376 členů. Téhož roku spolek podal obecnímu zastupitelstvu žádost o subvenci na svoji knihovnu.
V posledních letech nevyvíjel vůbec žádnou činnost, a tak se v roce 1904 rozešel. Knihovnu čítající na 600 svazků rozdělil mezi Veřejnou čítárnu Palackého, Odborovou komisi dělnickou, odbor Národní jednoty severočeské a Besídku učňů. Jmění 35 K, Nerudovo poprsí a obrazy odevzdal Palackého čítárně.